# جورن فالديجورد
جورن فالديجورد (بالسويدية: Björn Waldegård) مواليد 12 نوفمبر 1943 في بلدية سولنا - الوفاة 29 أغسطس 2014، كان سائق راليات سويدي بدأ مسيرته في سنة 1973. كان أول رالي له هو رالي مونت كارلو 1973. فاز ببطولة العالم للراليات. فاز بـ 16 سباق رالي. صعد على المنصة 35 مرة خلال مسيرته.

## فرق مثلها
- فريق فورد للراليات
- فيات كرايسلر

## روابط خارجية
- جورن فالديجورد على موقع Rallye-info.com (الإنجليزية)
- جورن فالديجورد على موقع eWRC-results.com (الإنجليزية)